# Astragalus coadunatus
Astragalus coadunatus är en ärtväxtart som beskrevs av Hub.-mor. och Chamberlain. Astragalus coadunatus ingår i släktet vedlar, och familjen ärtväxter. Inga underarter finns listade i Catalogue of Life.